# Cabo Disappointment
El cabo Disappointment o cabo Desengaño (según Argentina) es un cabo cubierto de hielo que se extiende entre la ensenada Exasperación y la ensenada Scar (o bahía Scott), en la costa este de la península Antártica.
El cabo es el extremo de un promontorio bajo, cubierto de nieve, que sobresale unos 12 kilómetros de la línea general de la costa, y finaliza en una cúpula de unos 300 metros de altitud. Sus laderas empinadas presentan manchas de piedra desnuda.

## Historia y toponimia
Fue descubierto en octubre de 1902 por la Expedición Antártica Sueca, al mando de Otto Nordenskiöld, y así llamado por él por las malas condiciones que encontró en el hielo para llegar al sitio. En su diario escribió: «El que llamé cabo de la Esperanza, iba resultando el cabo del Desengaño». Él tenía la intención de acampar en las cercanías y caminar hasta la orilla.
En octubre de 1963, personal de la base Matienzo instaló el refugio Virgen de Loreto. El mismo era administrado por el Ejército Argentino.

## Reclamaciones territoriales
Argentina incluye a la península Antártica en el departamento Antártida Argentina dentro de la provincia de Tierra del Fuego, Antártida e Islas del Atlántico Sur; Chile reclama solo una pequeña porción de su extremo sudoeste al oeste del meridiano 53° O, que incluye en la comuna Antártica de la provincia Antártica Chilena dentro de la Región de Magallanes y de la Antártica Chilena; y para el Reino Unido integra el Territorio Antártico Británico. Las tres reclamaciones están sujetas a las disposiciones y restricciones de soberanía del Tratado Antártico.
Nomenclatura de los países reclamantes: 
- Argentina: cabo Desengaño[7][8]
- Chile: cabo Disappointment[4]
- Reino Unido: Cape Disappointment[5]